# Segetal

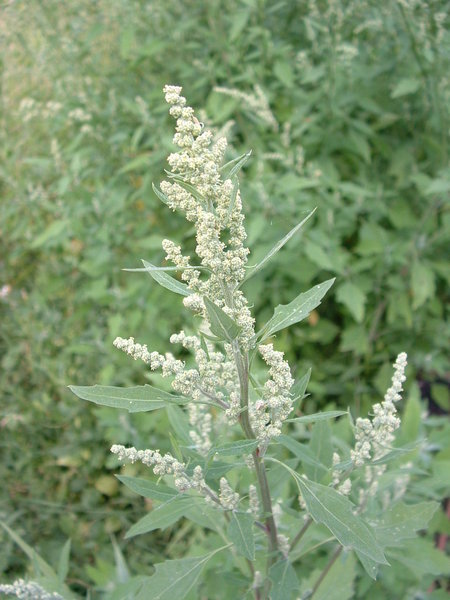
El blet blanc és una planta segetal cosmopolita

Les plantes segetals són aquelles plantes que creixen entre els sembrat de cereals (altrament dits messes). Es poden considerar com les plantes arvenses que ceixen en els camps dels cereals, amb tot de vegades s'utilita aquest nom per designar les males herbes o arvenses en general.
En la nomenclatura científica botànica l'epítet segetale indica que una planta és segetal, per exemple Secale segetale és una mala herba segetal pròxima al sègol cultivat (Secale cereale).
Les plantes segetals no només són plantes nocives sinó també n'hi ha d'útils per als humans. Algunes segetals apareixen en les llistes vermelles de plantes amenaçades. Hi ha inicitives conservacionistes com la de la reserva integral de plantes segetals i nutrícies d'Osona.

Estudiades des de fa segles de manera empírica es considera un coneixement molt útil per poder minimitzar l'ús d'herbicides. Les comunitats segetals han estat afectades dràsticament per les noves pràctiques agrícoles. L'estudi de la vegetació sagetal és pròpia de la fitosociologia emprant les associacions proposades per Josias Braun-Blanquet, fent servir la classe Secalietea per a camps de cereals i la classe Chenopodietea per a comunitats de plantes de les quals s'aprofita l'arrel. Actualment, en comptes de Secalietea i Chenopoidea es prefereix utilitzar la classe Stellarietea mediae (basat en la presència de la planta anomenada morró, Stellaria media).

## L'exemple de Iacútia
Iacútia o República de Sakhà, al centre de Sibèria, amb més 3 milions de km² de superfície, té només 100.000 ha cultivades on es fa per exemple civada, ordi i blat. A les seves zones agrícoles la mitjana anual de temperatura va de -6 °C (Aldan) a -11 °C (Churapcha) i les precipitacions oscil·len de 200 a 550 mm. El període sense glaçades de nord a sud són de 60 a 100 dies. Amb unes condions ambientals tan difícils, la flora de plantes segetals és molt pobra amb només 120 espècies dins de 23 famílies (les famílies asteràcia, brassicàcia quenopodiàcia i poligonàcia tenen més de 10 espècies de segetals cadascuna). El 60% de les espècies segetals de Iacútia són plantes anuals (el permagel fa difícil la supervivència dels propàguls de les plantes) i el 53% són de distribució d'Euràsia. El blet blanc Chenopodium album és l'espècie més cosmopolita de la seva flora segetal.